# Liste des évêques et archevêques de Kumasi
Liste des évêques et archevêques de Kumasi
(Archidioecesis Kumasiensis)
Le vicariat apostolique de Kumasi est créé le 2 février 1932 par détachement de celui de la Côte de l'Or. Il recouvre les territoires des tribus des Ashantis, évangélisées au début du XXe siècle, à l'époque de Mgr Hummel.
Il est érigé en diocèse le 18 avril 1950, puis en archidiocèse le 17 janvier 2002.

## Vicaire apostolique
- 29 novembre 1932-18 avril 1950 : Hubert Paulissen SMA (Hubert Joseph Paulissen)

## Évêques
- 18 avril 1950-15 novembre 1951 : Hubert Paulissen SMA (Hubert Joseph Paulissen), promu évêque.
- 15 mai 1952-13 février 1962 : André van den Bronk SMA
- 24 février 1962-20 novembre 1969 : Joseph Essuah (Joseph Amihere Essuah)
- 20 novembre 1969-17 janvier 2002 : Peter Sarpong (Peter Kwasi Sarpong)

## Archevêques
- 17 janvier 2002-26 mars 2008 : Peter Sarpong (Peter Kwasi Sarpong), promu archevêque.
- 26 mars 2008-15 mai 2012 : Thomas Mensah (Thomas Kwaku Mensah)
- depuis le 15 mai 2012 : Gabriel Yaw Anokye (Gabriel Justice Yaw Anokye)

## Sources
- L'Annuaire pontifical, sur le site http://www.catholic-hierarchy.org, à la page